# Irauádi (região)
Irauádi ou Irrauádi (em birmanês: Ayeyarwady) é uma região da Birmânia (ou Mianmar), cuja capital é Pathein. Segundo censo de 2019, havia 6 272 913 habitantes.